# Коломоец, Василий Николаевич
Василий Николаевич Коломоец (30 ноября 1918, Жёлтая Река, Екатеринославская губерния — 12 октября 1986, Жёлтые Воды, Днепропетровская область) — полковник Советской армии, участник Великой Отечественной войны, Герой Советского Союза (1945).

## Биография
Родился 30 ноября 1918 года в городе Жёлтые Воды (ныне — Днепропетровская область Украины).
В 1938 году окончил Криворожский горнорудный техникум, а в 1939 году — курсы в Криворожском аэроклубе. В начале 1939 года Коломоец был призван Криворожским городским военкоматом на службу в Рабоче-крестьянскую Красную армию. С собой в военкомат взял документы из аэроклуба, характеристику инструкторов и рекомендацию горкома ЛКСМУ, что повлияло на направление дальнейшей учёбы — был направлен в Качинскую военную авиационную школу лётчиков, которую окончил в 1940 году. С февраля 1942 года — на фронтах Великой Отечественной войны. Принимал участие в боях на Западном, Калининском, Центральном, 2-м Белорусском фронтах. Участвовал в Курской битве, освобождении Украинской и Белорусской ССР, Польши, боях в Германии.
К октябрю 1944 года капитан Василий Коломоец командовал эскадрильей 49-го истребительного авиаполка 309-й истребительной авиадивизии 4-й воздушной армии 2-го Белорусского фронта. К тому времени он совершил 365 боевых вылетов, принял участие в 67 воздушных боях, сбив 16 вражеских самолётов лично и ещё 1 — в составе группы.
Указом Президиума Верховного Совета СССР от 23 февраля 1945 года за «мужество и героизм, проявленные в воздушных боях с немецкими захватчиками» капитан Василий Коломоец был удостоен высокого звания Героя Советского Союза с вручением ордена Ленина и медали «Золотая Звезда» за номером 5402.
К маю 1945 года майор В. Н. Коломоец совершил около 400 боевых вылетов, провёл около 70 воздушных боёв, в которых сбил лично 17 самолётов противника.
После окончания войны продолжил службу в Советской армии. В 1950 году окончил Военно-воздушную академию. В 1957 году в звании полковника был уволен в запас. Вернулся в Жёлтые Воды. Умер 12 октября 1986 года, похоронен в Жёлтых Водах.
Был также награждён двумя орденами Красного Знамени, орденами Александра Невского, Отечественной войны 1-й степени, двумя орденами Красной Звезды, рядом медалей.